# Saint-Amarin
Saint-Amarin település Franciaországban, Haut-Rhin megyében. Lakosainak száma 2184 fő (2022. január 1.). Saint-Amarin Lautenbachzell, Ranspach, Mitzach, Malmerspach, Moosch és Geishouse községekkel határos.

## Népesség
A település népessége az elmúlt években az alábbi módon változott:
| Lakosok száma | 2326 | 2294 | 2320 | 2262 | 2241 | 2233 | 2217 | 2200 | 2184 |
|               | 2013 | 2015 | 2016 | 2017 | 2018 | 2019 | 2020 | 2021 | 2022 |